# Alessandro Bissa
Alessandro Bissa (Asola, 22 maggio 1978) è un batterista italiano.

## Biografia
Batterista dal 1994, è stato membro di vari gruppi metal e cover/tribute band fin dall'inizio della sua carriera, realizzando un gran numero di concerti in tutta Italia. È entrato nei Vision Divine nel 2006, durante il tour a supporto di  The Perfect Machine ed ha suonato come turnista con i Labyrinth (Return to Heaven Denied part.2), con Pier Gonella (3 albums con i Mastercastle, e la partecipazione come ospite nel disco degli Odyssea Storm), con gli Angelize, con gli Athlantis, con i Longobardeath e con l'artista brasiliano Giovanni Nava. È membro fondatore del gruppo A Perfect Day col quale ha registrato due cd (APD e The Defeaning Silence) e nel 2015 è entrato a far parte del progetto Sound Storm come batterista ufficiale.
Nel 2016 lascia definitivamente Vision Divine e Labyrinth per dedicarsi ad altri progetti e ad una intensa attività didattica.
Nel 2018 finita l'avventura con Sound Storm viene reclutato come batterista per la "prima" di Chouans l'opera rock di Alan Simon. Nel corso dello stesso anno registra il nuovo album di Athantis di Steve Vawamas e A Perfect Day (entrambi in uscita a fine 2019). A gennaio 2019 entra in studio per le registrazioni di EXCALIBUR V quinto capitolo della saga di Alan Simon
Ha scritto periodicamente articoli didattici sulle più importanti riviste del settore come Drum Club e Drumset mag e per riviste come Movida Magazine.
È fondatore e direttore della scuola di musica "Quinto Grado".
È infine impegnato in clinics per alcune marche di cui è endorser

## Discografia
- 1997: –  Silent Victory , And be no more,  promo tape[9]
- 1999: – Ferula, Ciò che ho da dire, mini cd
- 2000: – Silent Victory, Silent victory, mini cd
- 2001: – Scream, Closed eyes, mini cd[10]
- 2007: – Vision Divine, The 25th Hour (Scarlet Records)
- 2007: – Athlantis, Metalmorphosis (Underground Symphony), ospite speciale in tutti i brani[11]
- 2008: – Angelize, s/t, special guest in all tracks[12]
- 2008: – Longobardeath, Bonarda B. (Anger Music), ospite nel brano Barba pedana
- 2009: – Vision Divine, 9° West of the Moon (Frontiers Records)
- 2009: – Mastercastle, the Phoenix (Lion Music Finland), ospite speciale in tutti i brani
- 2010: – Labyrinth, Return to heaven denied pt.2 (Scarlet Records), ospite speciale in tutti i brani
- 2010: – Labyrinth, As Times Goes By (Scarlet Records), ospite in alcuni brani
- 2010: – Mastercastle, Last Desire (Lion Music Finland), ospite speciale in tutti i brani
- 2011: – Mastercastle, Dangerous Diamonds (Lion Music Finland), ospite speciale in tutti i brani
- 2012: – Giovanni Nava, Outono (selfproduced)[13], ospite speciale in tutti i brani
- 2012: – A Perfect Day[14], APD (Frontiers)
- 2012: – Prog Power[15] XII DVD: con i Labyrinth (2 tracks), ospite speciale
- 2012: – Vision Divine, Destination Set to Nowhere (earmusic[16])
- 2012: – Vision Divine, The best of Vision Divine (earmusic)
- 2016: –  A Perfect Day[14], The Defeaning Silence (Scarlet Records)
- 2016: –  Universal Mind Project[17], The jaguar Priest (Inner Wound Recordings)
- 2016: – Tommy Vitaly[18], Indivisible
- 2016: – Sound Storm, Vertigo (Rock Shots[19])
- 2019: - Athlantis, TBA
- 2019: - Excalibur V by Alan Simon[20] - TBA
- 2019: - A Perfect Day[21], TBA